# 하동 고성산성
하동 고성산성(河東 高城山城)은 대한민국 경상남도 하동군 옥종면에 있는 산성이다. 1994년 7월 4일 경상남도의 기념물 제142호 하동 북방리 고성산성으로 지정되었다가, 2018년 12월 20일 현재의 명칭으로 변경되었다.

## 개요
경상남도 하동군 옥종면 북방리 고성산의 능선을 따라 쌓은 산성으로, 성이 언제 만들어졌는지는 알 수 없으나 1770년대까지 성이 있었다고 한다.
고성산은 능선 곳곳이 암벽이 형성되어 있는데, 이 자연 암벽들을 연결하여 성을 쌓은 흔적이 남아 있다. 특히 산 정상부근에는 지휘자들이 군사회의를 개최한 듯한 의자 및 탁자 모양의 돌이 남아 있다.
이곳은 조선 고종 31년(1894) 내정을 간섭하는 일본군에 항거하여 봉기하는 서부경남 일원의 농민군 5천여 명과 일본군이 맞서 싸운 곳으로 유명하다. 당시 일본군 보고서에 나타난 것만 해도 전사한 동학농민군이 186명, 부상자도 수십 명이라 한다.
이 고장출신 인사들이 고성산성 항일전적지보존회를 조직하여 1995년 동학농민운동위령탑을 세웠다.

## 참고 자료
- 하동 고성산성 - 국가유산청 국가유산포털